# Уряд Ерни Сольберг
 Уряд (державна рада) Норвегії (норв. Statsrådet)
Прем'єр-міністр Ерна Сольберг була призначена королем Норвегії Гаральдом V 16 жовтня 2013 року.
Кабінет на час його формування складається з 16 профільних міністерств (на даний час кількість міністерств 18) та офісу прем'єр-міністра, Коаліційний уряд утворено пропорційним розподілом місць згідно результатів парламентських виборів 2013 року. До складу уряду увійшли 11 міністрів від консервативної партії та 7 від прогресивної, що відображало численну кількість мандатів, отриманих на виборах до національного парламенту. У кабінеті портфелі на час його формування були розподілені гендерно рівно, 9 чоловіків і 9 жінок; станом на початок 2018 року — 10 чоловіків і 11 жінок.
Уряд не має більшості у парламенті — є урядом меншості.
Уряд є коаліційним. До складу урядової коаліції входять: Консервативна партія, Партія прогресу, а після парламентських виборів 2017 року ще і Ліберальна партія.
Уряд складається з наступних міністерств:
- Міністерство державного управління, реформи та у справах церкви
- Міністерство охорони здоров'я та соціального забезпечення
- Міністерство закордонних справ
- Міністерство культури
- Міністерство місцевого самоврядування та регіонального розвитку
- Міністерство нафти та енергетики
- Міністерство оборони
- Міністерство освіти та інтеграції
- Міністерство клімату та природного середовища
- Міністерство у справах дітей, рівності та соціальної інтеграції
- Міністерство розвитку співпраці
- Міністерство риболовлі та берегової адміністрації
- Міністерство сільського господарства та продовольства
- Міністерство торгівлі та промисловості
- Міністерство транспорту та зв'язку
- Міністерство праці та соціальних справ
- Міністерство фінансів
- Міністерство юстиції, громадської безпеки та міграції.